# Ricardo Velázquez Bosco
Ricardo Velázquez Bosco (Burgos, 21 marzo 1843 – Madrid, 31 luglio 1923) è stato un architetto, archeologo e studioso spagnolo; fu maestro di Antonio Palacios Ramilo.
Le sue opere più famose si trovano a Madrid, ovvero il Palazzo di Cristallo, il Palazzo di Velázquez e la sede del Ministero dell'agricoltura spagnolo. Come architetto è famoso per il frequente uso di ceramica smaltata con colori vivaci. Nella provincia di Cordova ha inoltre monitorato opere di escavazione e svolto il restauro della Grande Moschea di Cordova.

## Biografia

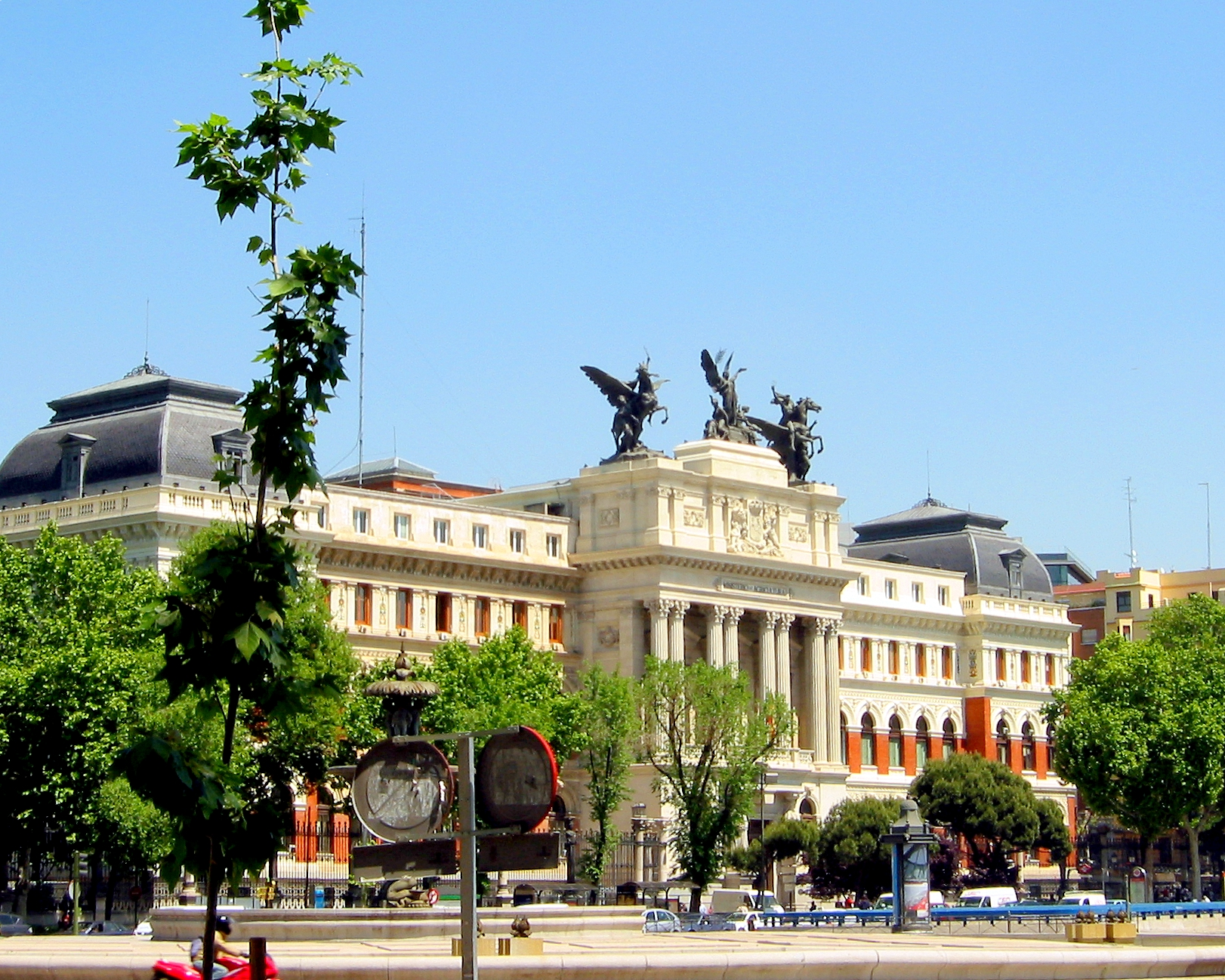
Palacio de Fomento

Tra la fine del XIX secolo e l'inizio del XX secolo in Spagna è diventato popolare l'uso della ceramica come materiale architettonico decorativo, utilizzato per rivitalizzare il design di importanti opere architettoniche dando così vita ad uno stile che nei primi anni del Novecento fu conosciuto come "architettura regionalista".
Le sue opere architettoniche sono caratterizzate, oltre che dall'utilizzo di ceramica decorativa nelle facciate, da un maestoso trattamento del volume dell'edificio, come si può osservare con il Palazzo di Velázquez e il Palazzo di Cristallo.
Fu, insieme a Narciso Pascual Colomer ed Enrique María Repullés membro della Real Academia de Bellas Artes de San Fernando. Molte delle sue opere sono concentrate a Madrid, città nella quale è stato sia professore di storia dell'arte sia direttore della Scuola di Architettura.

### Archeologo

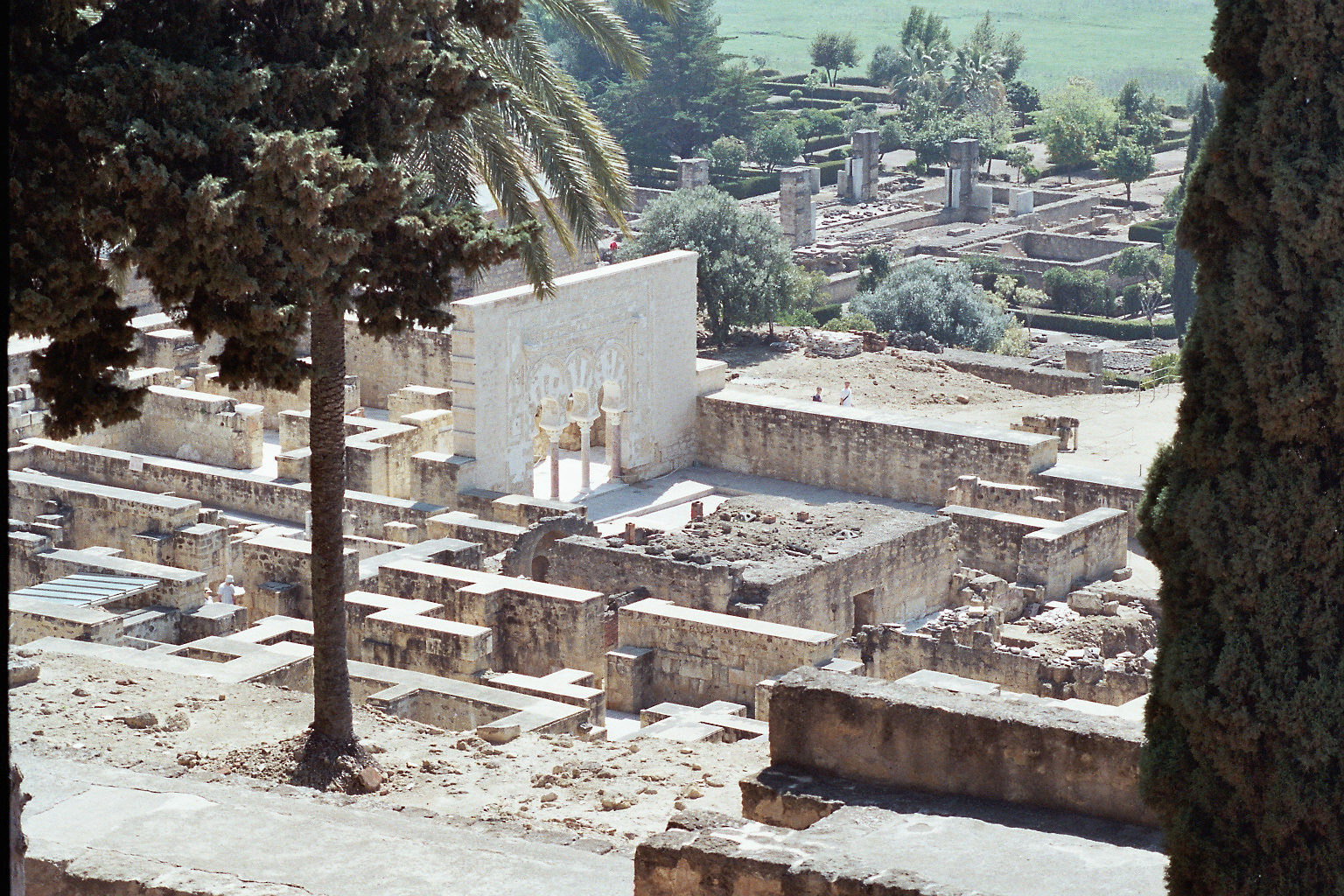
Panorama dei resti dell'antica città

Velázquez, in quanto professore e direttore della Scuola di Architettura di Madrid, è stato coinvolto in progetti di conservazione e di scavi archeologici. Assistito dallo scultore Mateo Inurria (direttore della scuola di arte di Cordova), ha partecipato agli scavi di due importanti patrimoni artistici islamici della provincia di Cordova:
- Madinat al-Zahra', una residenza califfale omayyade tra il X e l'XI secolo[5]. Il sito archeologico, a circa 5 km a ovest di Cordova, è stato dichiarato dall'UNESCO patrimonio dell'umanità.
- Munyat al-Rummaniyya (o Almunia de Alamiriya). Gli scavi diedero alla luce i resti di quella che si rivelò poi essere, dopo la morte di Velázquez, una tenuta di campagna (almunia) nominata da documenti storici[6].

## Stile
Ha praticato uno storicismo eclettico di natura accademica, contrapposto al modernismo che stava prendendo piede nell'Europa di inizio Novecento. Il suo stile è talvolta chiamato "eclettismo enfatico". Diversi architetti, come Antonio Palacios, furono influenzati dal suo stile monumentale

## Opere

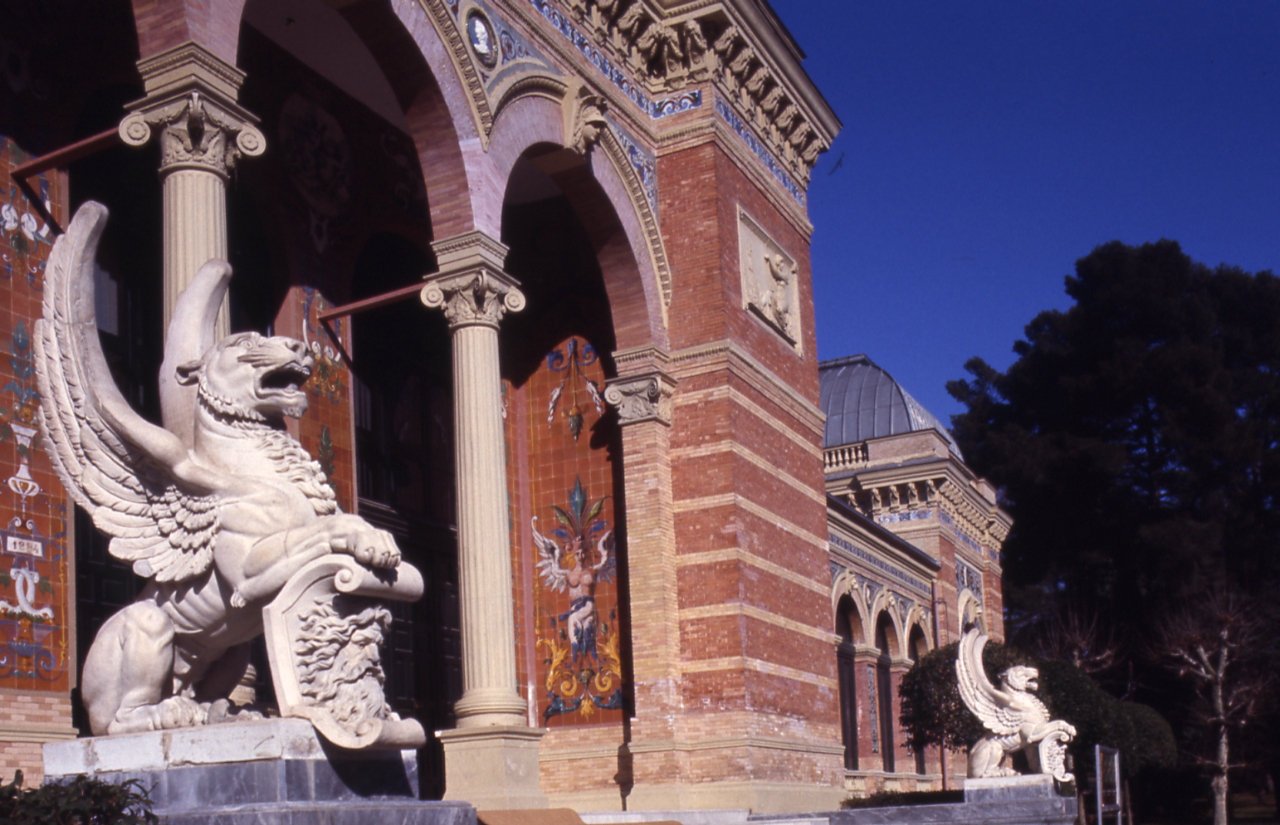
Entrata del Palazzo di Velázquez

Le sue opere sono caratterizzate da un trattamento rotondo del volume e da un frequente utilizzo di mansarde e di ceramiche decorative sulle facciate degli edifici. Caratterizzò lo stile architettonico di Madrid, città nella quale furono eretti molti edifici del Velázquez.
Le sue opere più importanti sono:
- (1881-1883) Padiglione per la Exposición Nacional de Minería, Artes Metalúrgicas, Cerámica, Cristalería y Aguas Minerales del 1883, conosciuto come Palazzo di Velázquez, nel parco del Retiro di Madrid, realizzato insieme all'ingegnere Alberto Palacio e al ceramista Daniel Zuloaga (zio del pittore Ignacio Zuloaga).
- (1884-1893) Scuola Tecnica di Ingegneria mineraria di Madrid.
- (1887) Palazzo di Cristallo di Madrid, realizzato per la Esposizione delle Filippine del 1887 insieme all'ingegnere Alberto Palacio e al ceramista Daniel Zuloaga
- (1893-1897) Palacio de Fomento, ora sede del Ministero dell'agricoltura spagnolo, Madrid, realizzato insieme al ceramista Daniel Zuloaga.
- (1917-1923) Collegio Nazionale di sordomuti e ciechi di Madrid, ora sede del Centro Superior de Estudios para la Defensa
- (1917-1923) Sede del Ministero dell'Educazione, della Cultura e dello Sport, su Calle de Alcalá, Madrid
- (1905-1920) Scuola dei ciechi e sordi di Santiago di Compostela, ora sede dei servizi amministrativi del Consiglio della Galizia
- (1886) Ricostruzione della facciata occidentale del Casón del Buen Retiro, Madrid

Ha inoltre realizzato lavori di restaurazione nella Grande Moschea di Cordova, nella Cattedrale di León, nel Monastero de La Rábida e ha seguito i primi scavi della residenza di Madinat al-Zahra'.

## Galleria d'immagini

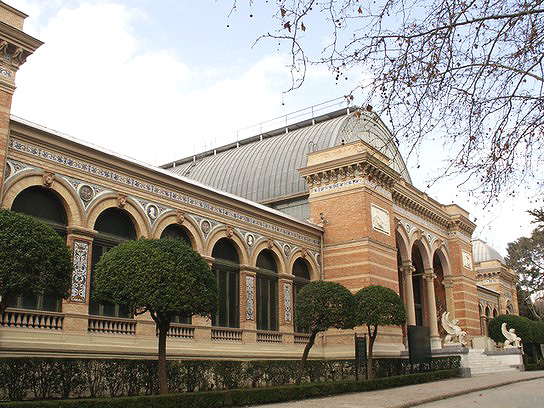
Palacio de Velázquez (1881-1883, Madrid).
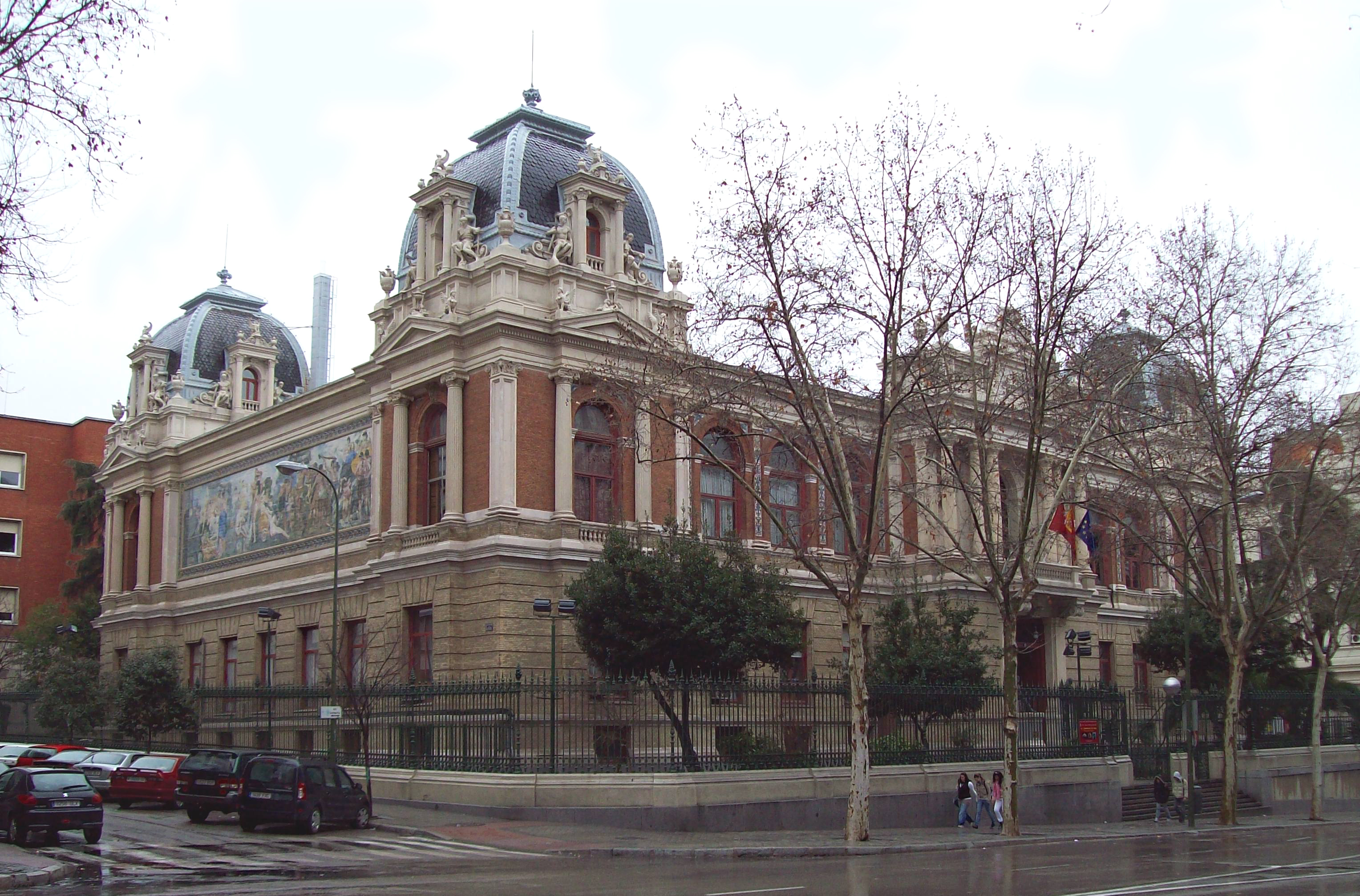
Escuela de Minas de Madrid (1893).
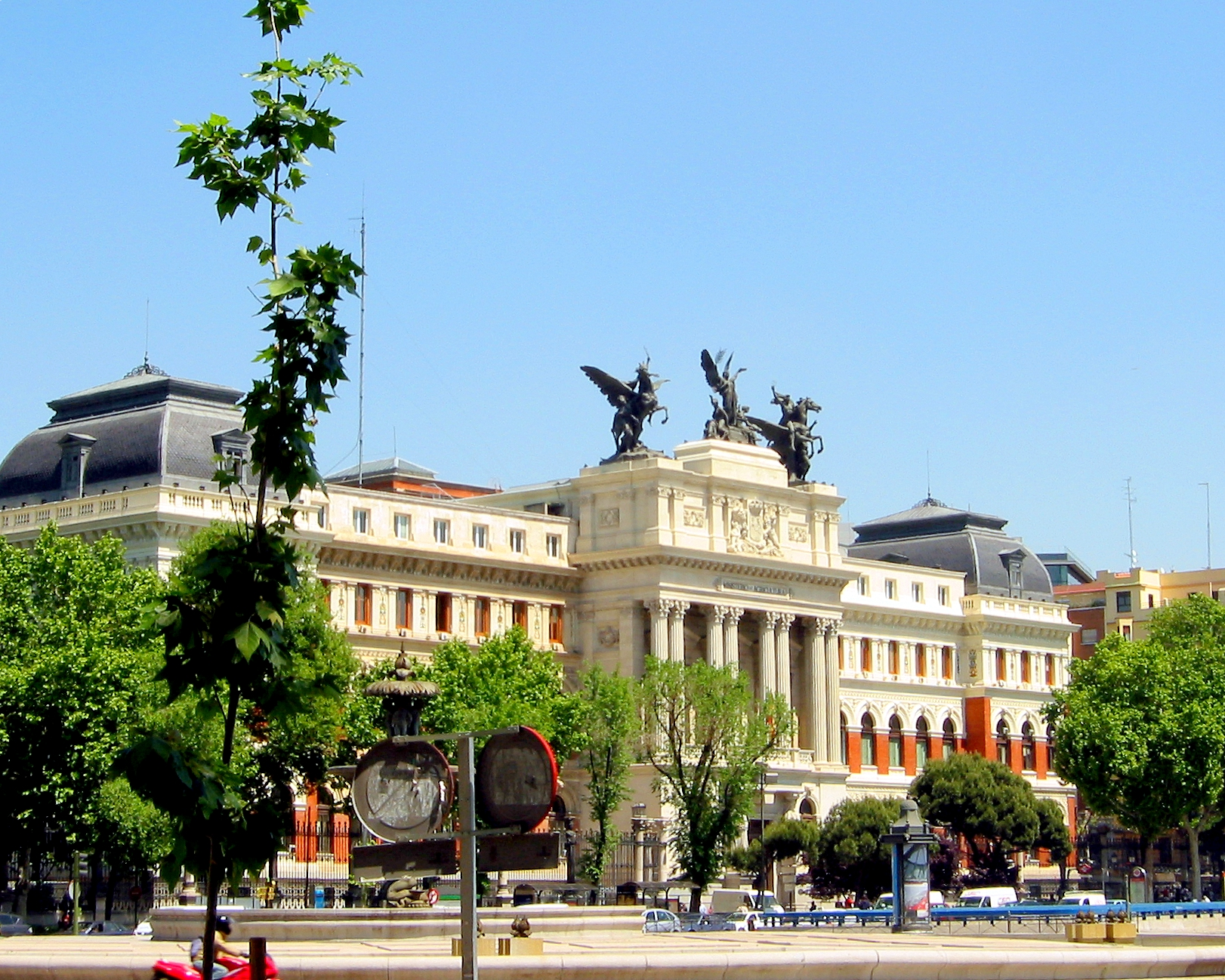
Sede del Ministero dell'Agricoltura spagnolo (1897, Madrid).
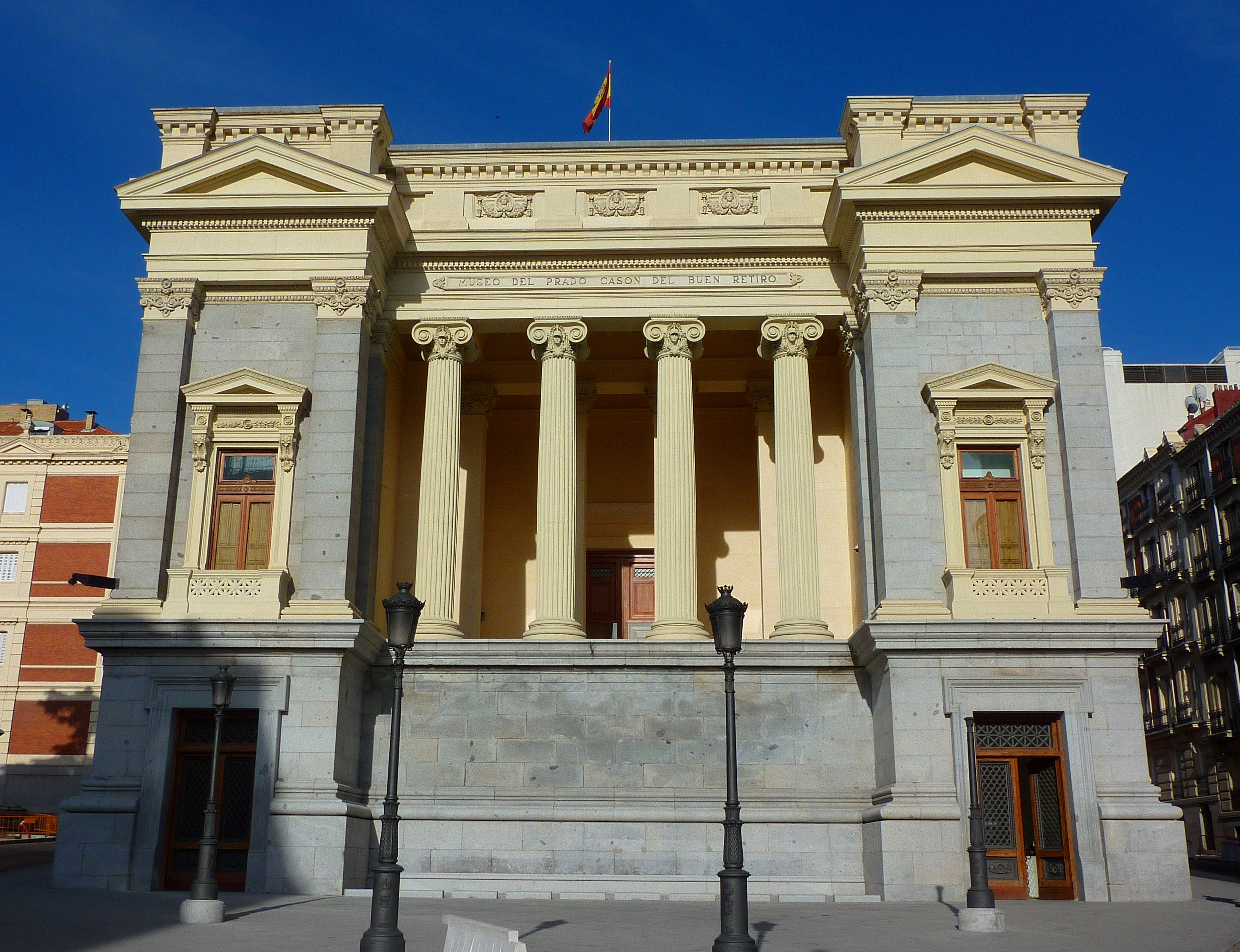
Facciata est del Casón del Buen Retiro (Madrid).
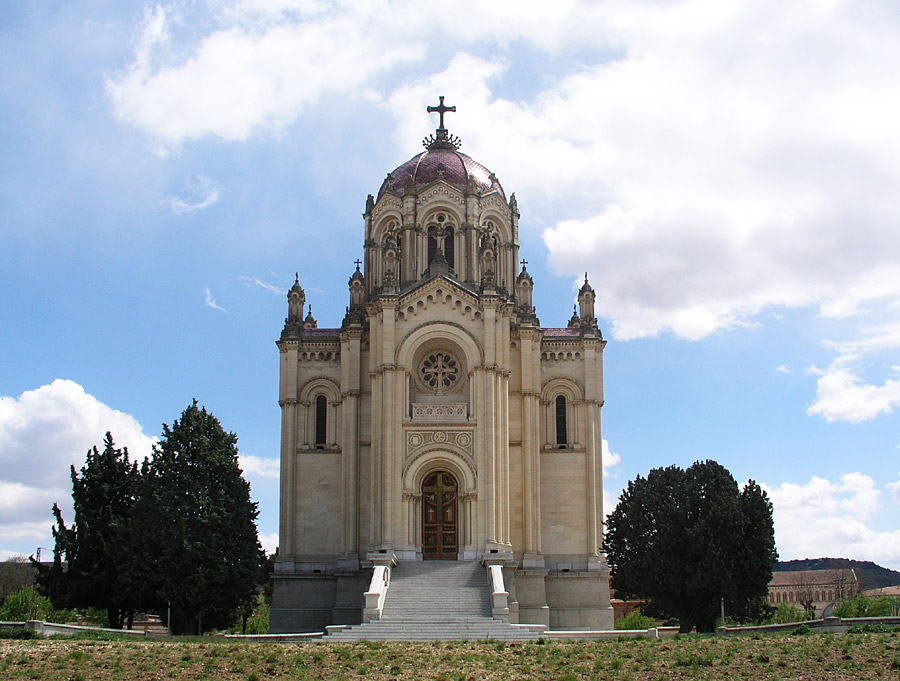
Chiesa del Panteón de la Duquesa de Sevillano (Guadalajara, 1882-1916).
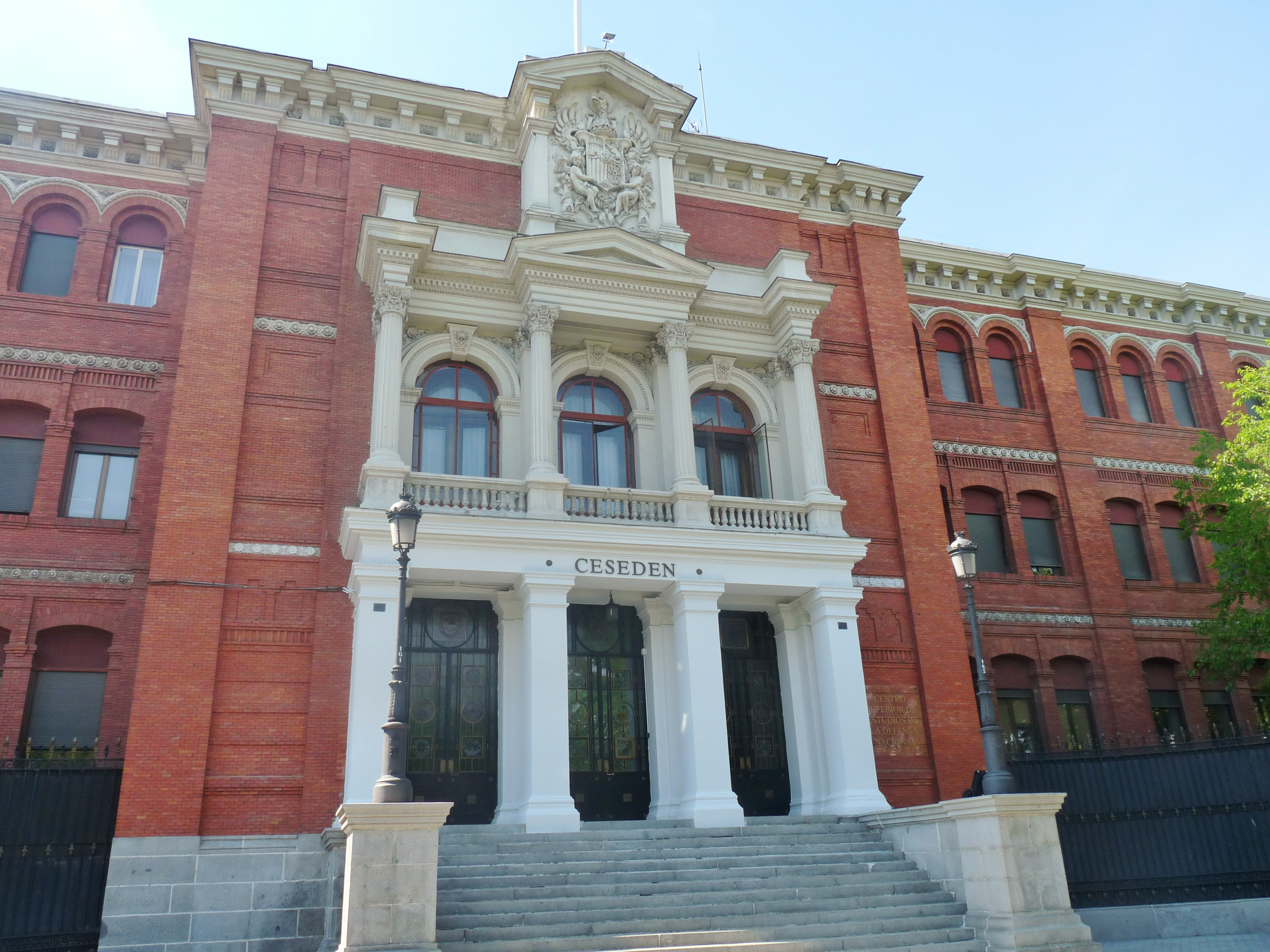
Edificio del Centro Superior de Estudios de la Defensa Nacional (1917-1923, Madrid).